# Szuzuki Tosio (autóversenyző)
Szuzuki Tosio (鈴木 利男; 1955. március 10. –) japán autóversenyző.

## Pályafutása
1992-ben két honfitársával együtt győzött a daytonai 24 órás versenyen, valamint ebben az évben másodikként végzett a japán Formula–3000-es bajnokságban.
1993-ban a Formula–1-es világbajnokság két versenyén vett részt. Tosio Philippe Alliot helyét vette át a Larrousse csapatánál a szezon utolsó két versenyére. Hazájában, a japán nagydíjon debütált a sorozatban. A futamon tizenkettedikként zárt, két körös hátrányban a győztes Ayrton Senna mögött. A szezonzáró ausztrál nagydíjon is célba ért; tizennegyedik lett.
1995-ben megnyerte a japán Formula–3000-es bajnokságot.
Hosszú évekig állandó résztvevője volt a japán túraautó-bajnokságnak, valamint a Le Mans-i 24 órás futamoknak.

## Eredményei

### Teljes Formula–1-es eredménysorozata
(Táblázat értelmezése)

(Félkövér: pole-pozícióból indult; dőlt: leggyorsabb kört futott) 

| Év   | Csapat       | Modell         | Motor           | 1   | 2   | 3   | 4   | 5   | 6   | 7   | 8   | 9   | 10  | 11  | 12  | 13  | 14  | 15     | 16     | Helyezés | Pont |
| ---- | ------------ | -------------- | --------------- | --- | --- | --- | --- | --- | --- | --- | --- | --- | --- | --- | --- | --- | --- | ------ | ------ | -------- | ---- |
| 1993 | Larrousse F1 | Larrousse LH93 | Lamborghini V12 | RSA | BRA | EUR | SMR | ESP | MON | CAN | FRA | GBR | GER | HUN | BEL | ITA | POR | JPN 12 | AUS 14 | -        | 0    |